# Rodney Peete
(en) Statistiques sur pro-football-reference
Rodney Peete, né le 16 mars 1966 à Mesa (Arizona) aux États-Unis, est un joueur de football américain qui a évolué a évolué au poste de quarterback. Il a effectué seize saisons en National Football League, après avoir été sélectionné lors du draft de la NFL de 1989 par les Lions de Détroit au sixième tour au 141e choix.
Peete est le mari de Holly Robinson Peete, l'actrice Americaine.